# Izraelské kmeny

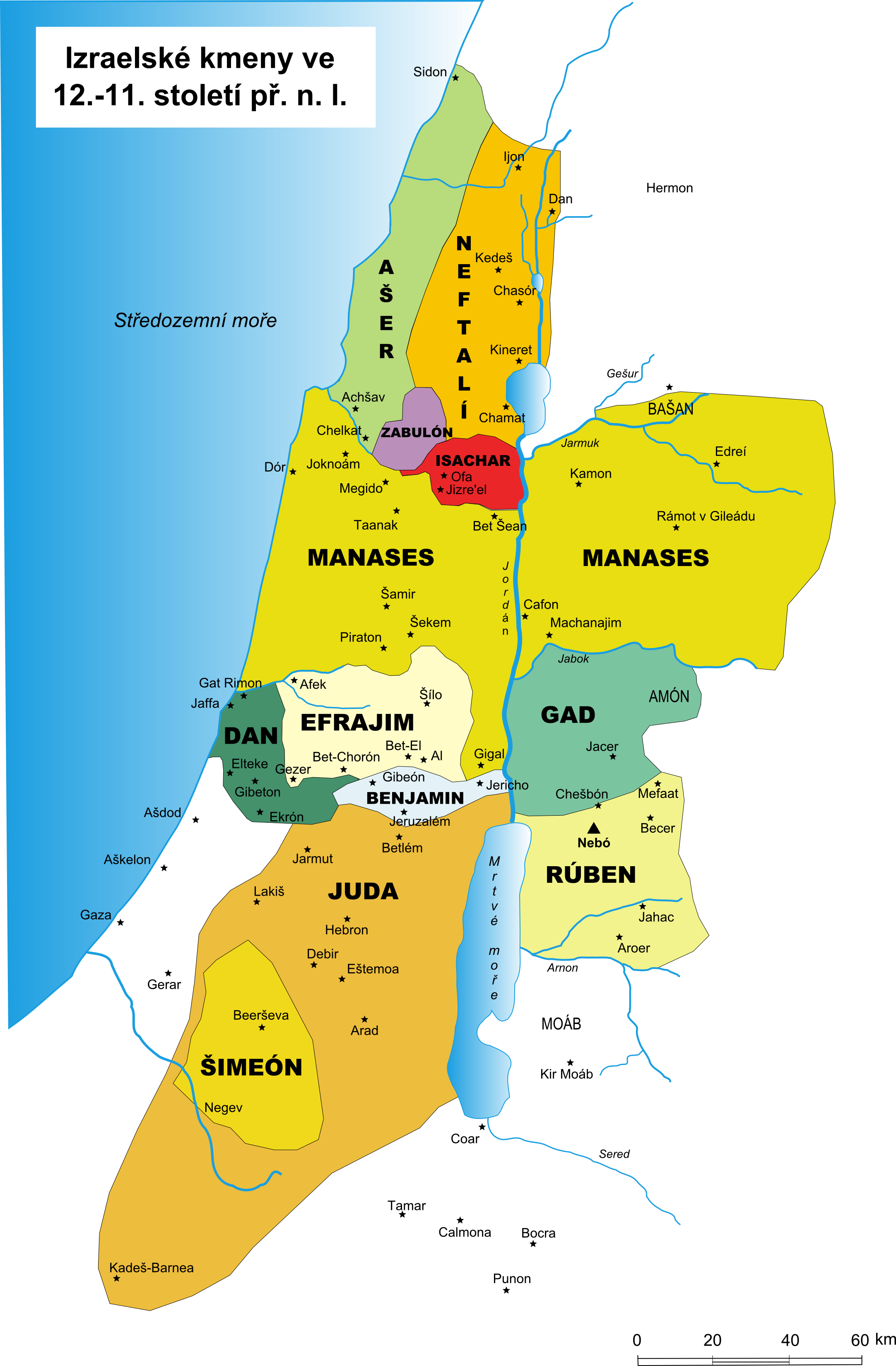
Mapa izraelských kmenů (části území dnešního Izraele, Jordánska, Libanonu a Egypta)

Izraelské kmeny (hebrejsky שבטי ישראל‎, Šivtej Jisra'el) souhrnně označované jako synové Izraele (hebrejsky בני ישראל‎, Bnej Jisra'el) byly podle tradičního biblického podání kmeny, které vzešly z potomků patriarchy Jákoba, jehož druhé jméno bylo Izrael („Zápasící s Bohem“, „Bůh zápasí“). Jákob byl podle biblického vyprávění synem Izákovým a vnukem Abrahámovým. Měl 12 synů (ze 4 matek: 2 byly jeho manželky – Lea a Ráchel – a 2 byly jejich služky – Zilpa a Bilha), kteří jsou považováni za praotce jednotlivých 12 kmenů izraelského národa. Jejich jména jsou (podle pořadí narození): Rúben, Šimeón, Lévi, Juda, Dan, Neftalí, Gád, Ašer, Isachar, Zabulón, Josef, Benjamín.

## Svazek 12 kmenů
Rozdělení Izraele do 12 kmenů je standardní a tradiční, avšak je obtížné stanovit, jak se tyto kmeny původně jmenovaly a kolik jich bylo. Z celku Starého zákona je zřejmé, že počet 12 je spíše symbolický, neboť vždy, když se vypočítávají jména kmenů, nalezneme trochu odlišný seznam. Je to způsobeno především tím, že Josef měl dva syny, kteří se jmenovali Manases a Efraim – jejich kmeny jsou někdy jmenovány a někdy ne. Existuje tedy celkem 14 jmen, z nichž musí každý seznam vynechat 2, aby se dodržel počet 12. Většinou se vynechává kmen Lévi, neboť tento kmen neměl vlastní území (byli z něho pomocníci kněžstva v jeruzalémském chrámu), ale není to pravidlem. Výjimku představuje Debořina píseň (Sdc 5), jeden z nejstarších úryvků Starého zákona vůbec, který má svůj vlastní seznam izraelských kmenů, značně odlišný od ostatních.
Některé seznamy kmenů:
- Gen 49 – vlastní seznam Jákobových synů (viz výše), ovšem v jiném pořadí
- Nm 1, 17–49 – vynechán Lévi (jmenován, ale záměrně nezahrnut do sčítání lidu); Josefovci děleni na Efraimovce a Manasesovce
- Dt 33, 5–25 – vynechán Šimeon (místo něj Lévi); k Josefovi přidáni Manases a Efraim
- Sdc 5 (Debořina píseň) – Efraim, Benjamín, Machir (syn Manasese), Zabulon, Isachar, Rúben, Gileád, Dan, Ašer, Neftalí
- Zj 7, 4–8 – vynechán Dan, přidán Manases (nikoli Efraim)

Při rekonstrukci dějin Izraele a jeho vzniku se předpokládá, že tento národ vznikl sdružením několika různých kmenů, které nesly jméno většinou podle místa, kde sídlily. Na to ukazuje geografická povaha některých jmen a jejich použití jako místních jmen ve starších textech. Až o něco později byly tyto kmeny a jejich patriarchové (praotcové) spojeni do jednoho rodokmenu. Zdá se, že zpočátku se jednalo o jistý typ kmenové konfederace bez společného stálého vůdce. K pevnějšímu stmelení kmenů došlo až za prvního krále Saula a zejména za jeho nástupce Davida, ale krátce po smrti Davidova syna Šalomouna se říše opět rozdělila na severních „10 kmenů“ (Izraelské království) a jižní „2 kmeny“ (Judské království).
Když v roce 722 př. n. l. asyrská vojska pod vedením krále Salmanassara V. dobyla a vyvrátila Samaří a přesídlila severní kmeny, tyto kmeny se asimilovaly se svým okolím a zanikly. Z celého izraelského národa tak zbyly jen kmeny jižní, tedy Juda a Benjamín. Od té doby můžeme hovořit o židovském národu, neboť jméno Žid označuje v prvé řadě člena kmene Juda, v podstatě jediného přeživšího kmene Izraele, respektive lid pocházející z kmenů Judského království. Toto království sice bylo také zničeno (587/586 př. n. l.), ale po krátké době exilu mohla být obnovena židovská samospráva. Od této doby je termín „Židé“ a „Izrael(ité)“ používán jako synonymum.
Zvláštní pozornost zaslouží kmen Lévi, z něhož se rekrutovali pomocníci kněží (samotné služby ve svatostánku a později v chrámu mohli vykonávat pouze potomci Árona, bratra Mojžíše) a neměl vlastní území. Vedou se diskuse[zdroj?], zda se původně skutečně jednalo o kmen, či zda to byli jednotlivci, kteří se časem vyčlenili z jiných kmenů. V každém případě, jelikož neměli vlastní území a byli rozptýleni mezi ostatní kmeny, přežili Levité pád Samaří i Jeruzaléma (587/586 př. n. l.).

## Deset ztracených kmenů Izraele
Skutečnost, že deset severních kmenů (Rúben, Dan, Neftalí, Gád, Ašer, Isachar, Zabulon, Manases, Efraim, částečně Lévi – Šimeon žil původně na jihu, ale patrně velmi brzy zmizel z dějin) bylo v roce 722 př. n. l. deportováno mimo své území a ztratily se ve směsi jiných národů, vedla k vytvoření mnoha (vzájemně podobných) legend o jejich návratu. Podle nich tyto kmeny žijí daleko na východě, nikým nerušeny, zachovávají Boží zákon a Bůh se o ně stará. Na konci věků pak vyjdou ze své země a budou se podílet na obnově Božího Izraele. Toto téma zpracovávají např. apokryfní spis 4. kniha Ezdrášova 13,40-50 nebo africký církevní otec Commodianus (3./4. století). Možná je na ně narážka i v novozákonní knize Zjevení 16,12. Podobná víra se objevuje i u mormonů.